# Nel mondo, una cosa
Nel mondo, una cosa è il secondo album musicale di Mia Martini, pubblicato il 5 ottobre 1972 dalla Dischi Ricordi.

## Descrizione
Dopo il grande successo ottenuto in estate con Piccolo uomo, nell’ottobre del 1972 Mia Martini pubblica il suo secondo album Nel mondo, una cosa.
Con quest'album Mia Martini intraprende una significativa collaborazione con autori come Bruno Lauzi, Maurizio Fabrizio, Maurizio Piccoli, Luigi Albertelli, Dario Baldan Bembo e Michelangelo e Carmelo La Bionda.
Il disco contiene canzoni che rimarranno dei veri e propri cavalli di battaglia della cantante, ad esempio Valsinha, scritta da Vinícius de Moraes, che la Martini dichiarerà essere il brano da lei preferito all'interno del suo repertorio, oppure la bellissima Amanti, scritta da Luigi Albertelli e Maurizio Fabrizio.
Il brano d'apertura è Donna sola, canzone vincitrice della Mostra Internazionale di Musica Leggera scritta da Bruno Lauzi, Dario Baldan Bembo e Luigi Albertelli, che le permise di ripetere l’exploit commerciale di "Piccolo uomo" vendendo oltre 350 000 unità.
Lauzi scrive per lei anche Neve bianca, canzone inizialmente incisa da Ivana Spagna col titolo Ari ari, con chiari riferimenti alla favola Biancaneve.
Un uomo in più è invece un'altra canzone scritta da Dario Baldan Bembo, la quale verrà incisa dallo stesso autore e da Nicola Di Bari con il titolo Mondo nuovo.
Io straniera è la versione italiana di Border song di Elton John, tradotta da Maurizio Piccoli (altro autore che scriverà grandi successi per la cantante).
Mia Martini figura anche come autrice della canzone Madre, cover della famosa Mother di John Lennon, uscita quell'anno come lato B di Piccolo uomo.
Chiude l’album Piccolo uomo, uno dei più grandi successi discografici di Mia Martini. La canzone la fece conoscere al grande pubblico e le permise di ottenere la prima vittoria al Festivalbar e il primo disco d’oro per le vendite.
Premiato dalla critica discografica come Miglior album dell'anno, il disco arriva fino al 5º posto della Hit Parade.
L’album contiene all’interno un servizio fotografico a cura di Cesare Montalbetti scattate durante il soggiorno della Martini a Venezia, in occasione della Mostra Internazionale di Musica Leggera.

## Tracce
1. Donna sola (Dario Baldan Bembo - Luigi Albertelli - Bruno Lauzi) - 3:30
2. Neve bianca (Michelangelo e Carmelo La Bionda - Bruno Lauzi) - 3:13
3. La nave (Dario Baldan Bembo/Luigi Albertelli) - 3:13
4. Madre (John Lennon - Mia Martini) - 5:07 Mother
5. Un uomo in più (Dario Baldan Bembo/Michelangelo La Bionda) - 3:17
6. Valsinha (Chico Buarque De Hollanda - Vinícius de Moraes - Sergio Bardotti) - 2:48
7. Io straniera (Elton John - Bernie Taupin - Maurizio Piccoli) - 3:24 Border song
8. Questo amore vero (Massimo Guantini - Luigi Albertelli) - 3:17
9. Amanti (Maurizio Fabrizio - Luigi Albertelli) - 4:14
10. Il tuo cuore di neve (Wright - Maurizio Piccoli) - 3:02 Sing a song
11. Tu che sei sempre tu (Maurizio Piccoli) - 4:34
12. Piccolo uomo (Dario Baldan Bembo - Bruno Lauzi - Michelangelo La Bionda) - 4:20

## Formazione
- Mia Martini: voce
- Dario Baldan Bembo: pianoforte, organo Hammond
- La Bionda: chitarra acustica
- Salvatore Fabrizio: chitarra acustica
- Maurizio Fabrizio: chitarra acustica